# Sarah Jessica Parker
Sarah Jessica Parker (Nelsonville, 25 marzo 1965) è un'attrice statunitense.
È nota per il ruolo di Carrie Bradshaw nella serie cult HBO Sex and the City (1998-2004), per la quale ha vinto due Premi Emmy, tre Screen Actors Guild Awards e quattro Golden Globe nella sezione Migliore attrice in una serie commedia o musicale. Il personaggio è stato molto popolare durante la messa in onda della serie ed è stato successivamente riconosciuto come uno dei più grandi personaggi femminili della televisione americana. Successivamente ha ripreso il ruolo nei film Sex and the City (2008) e Sex and the City 2 (2010) e dal 2021 nella serie televisiva And Just Like That.... Ha ricevuto altre due candidature al Golden Globe rispettivamente per il film La neve nel cuore (2005) e per la serie televisiva Divorce (2016-2019).

## Biografia

### Le origini
Terza di quattro fratelli, Sarah Jessica Parker nasce il 25 marzo 1965 a Nelsonville in Ohio, da Barbara Keck, un'insegnante di origine tedesca ed inglese, e da Stephen Parker, un imprenditore e giornalista ebreo di Brooklyn originario dell'Europa orientale (il cognome originale era Bar-Kahn). Sarah inizia a recitare a soli otto anni; a Broadway interpreta The Innocents, la cui rappresentazione costringe la sua famiglia a traslocare nel New Jersey. Ha anche due sorellastre e due fratellastri. I genitori la iscrivono all'American Ballet School e alla Professional Children's School, ottime basi per poter affrontare, sempre a Broadway, il musical Annie. Parallelamente alla carriera d'attrice, Sarah porta avanti gli studi scolastici alla Dwight Morrow High School..

### I primi ruoli
Il debutto in televisione è del 1982 con il film tv My Body, My Child; sempre nello stesso anno è fra le protagoniste del serial Zero in condotta nel ruolo di Patty Green. Interpreta piccoli ruoli al cinema (Footloose nel 1984 e nel 1986 in Navigator) e in televisione (Trappola mortale e La pensione, 1987). Sarà solo nel 1991 che riuscirà a farsi notare nella commedia di Mick Jackson Pazzi a Beverly Hills accanto a Steve Martin.
Ha ruoli secondari in pellicole come Mi gioco la moglie... a Las Vegas di Andrew Bergman, film nel quale Sarah recita la parte della moglie di Nicolas Cage; è una strega (insieme a Bette Midler) nel disneyano Hocus Pocus di Kenny Ortega; recita due volte per Tim Burton (nel 1994 è la moglie di Ed Wood nell'omonimo film; nel 1996 è una giornalista rapita dagli alieni in Mars Attacks!), due per Hugh Wilson (Il club delle prime mogli, 1996 e Dudley Do-Right, 1999), una al fianco di Woody Allen ne I ragazzi irresistibili di John Erman nel 1995. Nonostante altri flop al cinema (Appuntamento col ponte, Soluzioni estreme), riesce ad ottenere soddisfazioni a teatro: recita in Once upon a time a Mastress e si dedica a spettacoli off-Broadway come Sylvia e How to Succed in Business Without Really Trying.

### Il successo internazionale
La svolta arriva nel 1998 quando il network americano HBO le affida la parte di Carrie Bradshaw nel serial Sex and the City, ruolo che interpreterà per sei stagioni e che le farà vincere svariati premi e ricevere diverse candidature. Nel 2000 viene chiamata da MTV per presentare l'MTV Movie Awards e interpreta la commedia Hollywood, Vermont. di David Mamet, accolto positivamente da critica e pubblico. Conclusasi la serie televisiva nel 2004, della quale nel frattempo era divenuta anche produttrice, firma un contratto con i magazzini Gap e continua a recitare al cinema con La neve nel cuore (The Family Stone) di Thomas Bezuca nel 2005 e A casa con i suoi (Failure to Launch). Il primo film porta all'attrice una candidatura al Golden Globe mentre il secondo è accolto da critiche negative. Entrambe le pellicole ottengono ottimi incassi al botteghino.
Durante l'agosto 2015 l'attuale marito Matthew Broderick ha rivelato: "La verità è che Sarah non voleva impegnarsi in una lunga serie tv, ha provato in tutti i modi a svincolarsi dal contratto, era persino disposta a girare tre film gratis". La HBO però respinse le proposte e la obbligò a interpretare la giornalista newyorkese tutta moda e amori. Recita nel primo e secondo film tratti dalla serie televisiva Sex and the City e nelle commedie Che fine hanno fatto i Morgan?, Ma come fa a far tutto? e Capodanno a New York, accolte negativamente dalla critica riescono ad ottenere buoni incassi e a coprire il budget di produzione. Ha lanciato una collezione di abiti low cost chiamata Bitten. È stata testimonial e designer del marchio di abbigliamento Gap. Nel 2018 diventa testimonial di Intimissimi.

## Vita privata
Membro della Hollywood's Women's Political Committee ed ambasciatrice dell'UNICEF, dal 1984 al 1991 ha avuto una relazione con l'attore Robert Downey Jr. I due si sono conosciuti sul set del film Firstborn. Downey aveva un problema con la droga, cosa che ha avuto un impatto negativo sulla loro relazione; a tal proposito la Parker ha poi dichiarato: "Credevo di essere la persona a far sì che si controllasse". Dopo Downey, la Parker ha frequentato John F. Kennedy Jr.
Il 19 maggio 1997 ha sposato l'attore Matthew Broderick. La coppia ha avuto un figlio nel 2002, James Wilkie, e successivamente due gemelle, Marion Loretta Elwell e Tabitha Hodge, nate nel 2009 tramite gestazione per altri.

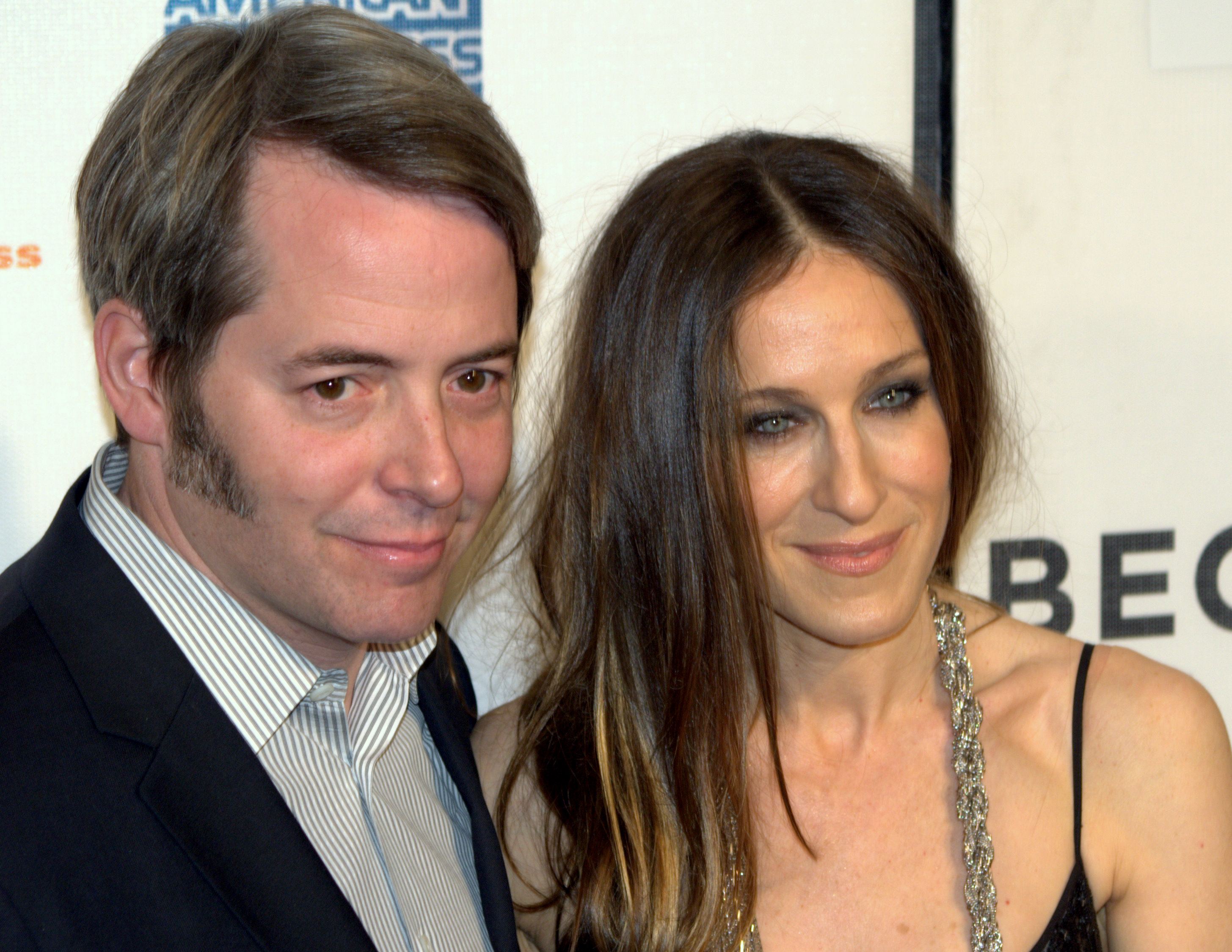
Sarah Jessica Parker con il marito Matthew Broderick al Tribeca Film Festival 2009

## Filmografia

### Attrice

#### Cinema

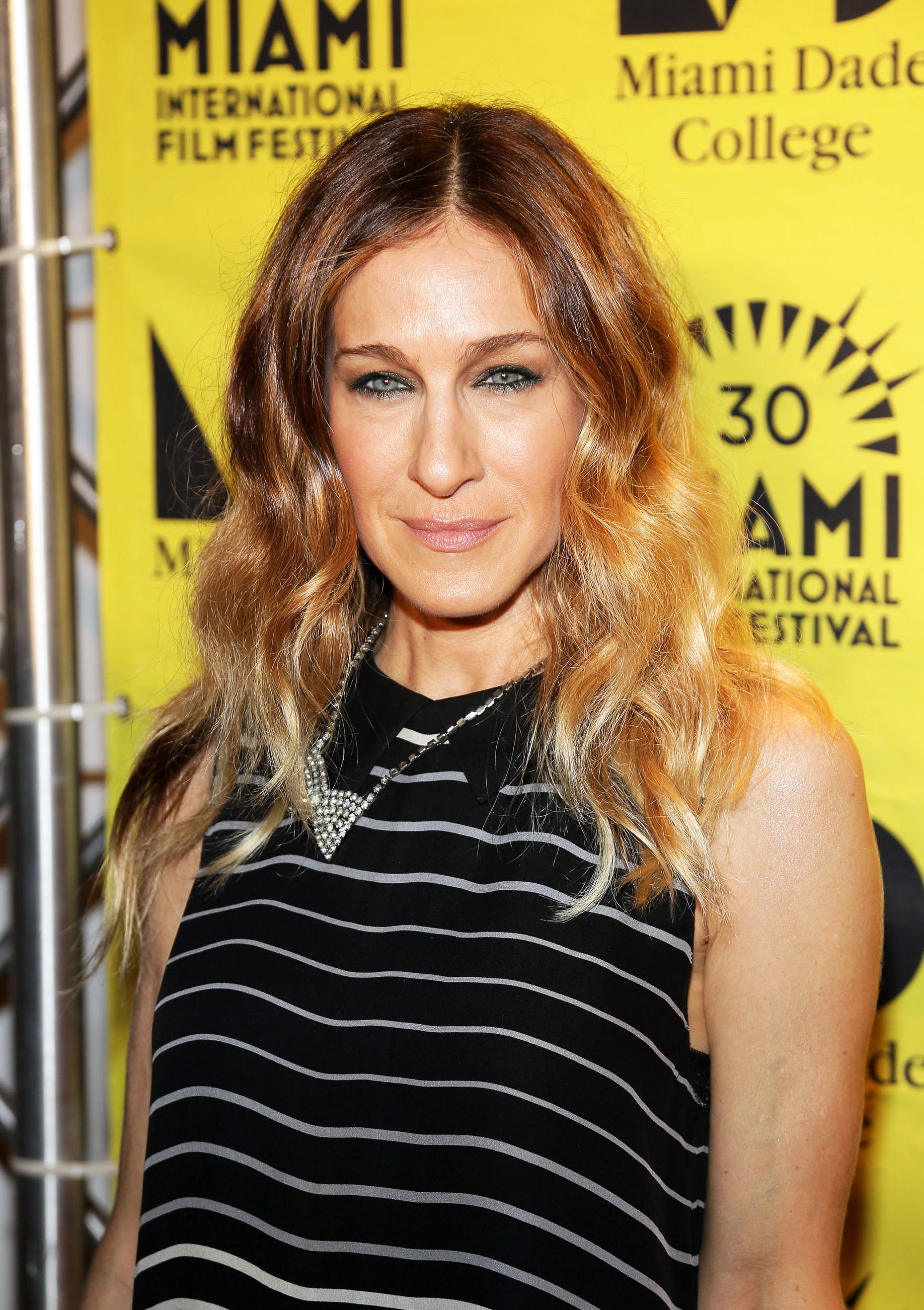
Sarah Jessica Parker nel 2013

- Somewhere Tomorrow, regia di Robert Wiemer (1983)
- Footloose, regia di Herbert Ross (1984)
- Firstborn, regia di Michael Apted (1984)
- Voglia di ballare (Girls Just Want to Have Fun), regia di Alan Metter (1985)
- Navigator (Flight of the Navigator), regia di Randal Kleiser (1986)
- Pazzi a Beverly Hills (L.A. Story), regia di Mick Jackson (1991)
- Mi gioco la moglie... a Las Vegas (Honeymoon in Vegas), regia di Andrew Bergman (1992)
- Hocus Pocus, regia di Kenny Ortega (1993)
- Impatto imminente (Striking Distance), regia Rowdy Herrington (1993)
- Ed Wood, regia di Tim Burton (1994)
- Promesse e compromessi (Miami Rhapsody), regia di David Frankel (1995)
- Appuntamento col ponte (If Lucy Fell), regia di Eric Schaeffer (1996)
- Il club delle prime mogli (The First Wives Club), regia di Hugh Wilson (1996)
- Extreme Measures - Soluzioni estreme (Extreme Measures), regia di Michael Apted (1996)
- Mars Attacks!, regia di Tim Burton (1996)
- Il colore del fuoco (The Substance of Fire), regia di Daniel J. Sullivan (1997)
- Solo se il destino ('Till There Was You), regia di Scott Winant (1997)
- Dudley Do-Right, regia di Hugh Wilson (1999)
- Hollywood, Vermont. (State and Main), regia di David Mamet (2000)
- Pallottole d'amore (Life without Dick), regia di Bix Skahill (2002)
- La neve nel cuore (The Family Stone), regia di Thomas Bezucha (2005)
- Strangers with Candy, regia di Paul Dinello (2006)
- A casa con i suoi (Failure to Launch), regia di Tom Dey (2006)
- Spinning Into Butter, regia di Mark Brokaw (2008)
- Smart People, regia di Noam Murro (2008)
- Sex and the City, regia di Michael Patrick King (2008)
- Che fine hanno fatto i Morgan? (Did You Hear About the Morgans?), regia di Marc Lawrence (2009)
- Sex and the City 2, regia di Michael Patrick King (2010)
- Ma come fa a far tutto? (I Don't Know How She Does It), regia di Douglas McGrath (2011)
- Capodanno a New York (New Year's Eve), regia di Garry Marshall (2011)
- Tutte le strade portano a Roma (All Roads Lead to Rome), regia di Ella Lemhagen (2015)
- Qui e ora (Here and Now), regia di Fabien Constant (2018)
- Hocus Pocus 2, regia di Anne Fletcher (2022)

#### Televisione
- 3-2-1 Contact – serie TV, episodi 1x31-1x32-1x34 (1980)
- My Body, My Child, regia di Marvin J. Chomsky – film TV (1982)
- Zero in condotta (Square Pegs) – serie TV, 20 episodi (1982)
- ABC Afterschool Specials – serie TV, episodio 13x03 (1984)
- In corsa per l'oro (Going for the Gold: The Billy Johnson Story), regia di Don Taylor – film TV (1985)
- Hotel – serie TV, episodio 3x21 (1986)
- The Alan King Show, regia di Jim Drake – film TV (1986)
- Un anno nella vita (A Year in the Life) – miniserie TV (1986)
- La pensione (The Room Upstairs), regia di Stuart Margolin – film TV (1987)
- Un anno nella vita (A Year in the Life) – serie TV, 22 episodi (1987-1988)
- Trappola mortale (Dadah is Dead), regia di Jerry London – miniserie TV (1988)
- Pursuit, regia di Ian Sharp – film TV (1989)
- The Ryan White Story, regia di John Herzfeld – film TV (1989)
- American Playhouse – serie TV, episodio 8x08 (1989)
- E giustizia per tutti (Equal Justice) – serie TV, 26 episodi (1990-1991)
- Per il bene dei bambini, regia di Michael Ray Rhodes – film TV (1992)
- I ragazzi irresistibili (The Sunshine Boys), regia di John Erman – film TV (1995)
- Sex and the City – serie TV, 94 episodi (1998-2004) – Carrie Bradshaw
- Sex and the Matrix, regia di Joel Gallen – cortometraggio (2000)
- Glee – serie TV, 3 episodi (2012-2013)
- Divorce – serie TV, 24 episodi (2016-2019)
- And Just Like That... – serie TV, 33 episodi (2021-2025)

### Doppiatrice
- Owen, regia di Don Duga e Irra Duga (1995) - cortometraggio
- Stories From My Childhood – serie TV, episodio 1x06 (1998)
- Fuga dal pianeta Terra (Escape from Planet Earth), regia di Cal Brunker (2013)

## Riconoscimenti
- Golden Globe
  - 1999 – Candidatura alla miglior attrice in una serie commedia o musicale per Sex and the City
  - 2000 – Miglior attrice in una serie commedia o musicale per Sex and the City
  - 2001 – Miglior attrice in una serie commedia o musicale per Sex and the City
  - 2002 – Miglior attrice in una serie commedia o musicale per Sex and the City
  - 2003 – Candidatura alla miglior attrice in una serie commedia o musicale per Sex and the City
  - 2004 – Miglior attrice in una serie commedia o musicale per Sex and the City
  - 2005 – Candidatura alla miglior attrice in una serie commedia o musicale per Sex and the City
  - 2006 – Candidatura alla migliore attrice in un film commedia o musicale per La neve nel cuore
  - 2017 – Candidatura alla miglior attrice in una serie commedia o musicale per Divorce
- Premio Emmy
  - 1999 – Candidatura alla miglior attrice protagonista in una serie commedia per Sex and the City
  - 2000 – Candidatura alla miglior attrice protagonista in una serie commedia per Sex and the City
  - 2001 – Miglior serie commedia per Sex and the City
  - 2001 – Candidatura alla miglior attrice protagonista in una serie commedia per Sex and the City
  - 2002 – Candidatura alla miglior serie commedia per Sex and the City
  - 2002 – Candidatura alla miglior attrice protagonista in una serie commedia per Sex and the City
  - 2003 – Candidatura alla miglior serie commedia per Sex and the City
  - 2003 – Candidatura alla miglior attrice protagonista in una serie commedia per Sex and the City
  - 2004 – Candidatura alla miglior serie commedia per Sex and the City
  - 2004 – Miglior attrice protagonista in una serie commedia per Sex and the City[24]
- National Board of Review
  - 1999 – Miglior cast per Il club delle prime mogli
  - 2000 – Miglior cast per Hollywood, Vermont.
- Premio Laurence Olivier
  - 2024 – Candidatura alla miglior attrice per Plaza Suite
- Razzie Awards
  - 2010 – Peggior attrice per Sex and the City 2
- Screen Actors Guild Award
  - 2000 – Candidatura alla migliore attrice in una serie commedia per Sex and the City
  - 2001 – Migliore attrice in una serie commedia per Sex and the City
  - 2001 – Candidatura per il miglior cast in una serie commedia per Sex and the City
  - 2002 – Miglior cast in una serie commedia per Sex and the City
  - 2002 – Candidatura alla migliore attrice in una serie commedia per Sex and the City
  - 2003 – Candidaturar al miglior cast in una serie commedia per Sex and the City
  - 2004 – Miglior cast in una serie commedia per Sex and the City
  - 2005 – Candidatura all a migliore attrice in una serie commedia per Sex and the City
  - 2005 – Candidatura per il miglior cast in una serie commedia per Sex and the City

## Doppiatrici italiane
Nelle versioni in italiano delle opere in cui ha recitato, Sarah Jessica Parker è stata doppiata da:
- Barbara De Bortoli in Voglia di ballare, Sex and the City, La neve nel cuore, A casa con i suoi, Sex and the City (serie TV), Pazzi a Beverly Hills (ridoppiaggio), Che fine hanno fatto i Morgan?, Sex and the City 2, Ma come fa a far tutto?, Capodanno a New York, Glee, Tutte le strade portano a Roma, Divorce, And Just Like That..., Hocus Pocus 2
- Cristina Boraschi in E giustizia per tutti, Impatto imminente, Appuntamento col ponte, Promesse e compromessi, Mi gioco la moglie... a Las Vegas, Pallottole d'amore
- Laura Lenghi in Il club delle prime mogli, Extreme Measures - Soluzioni estreme
- Francesca Guadagno in Footloose
- Claudia Balboni in Navigator
- Ilaria Stagni in Pazzi a Beverly Hills
- Antonella Rinaldi in Hocus Pocus
- Cristina Noci in Ed Wood
- Chiara Colizzi in Mars Attacks!
- Laura Boccanera in Solo se il destino
- Roberta Greganti in Dudley Do-Right
- Claudia Razzi in Trappola mortale (ridoppiaggio)

Da doppiatrice è sostituita da:
- Barbara De Bortoli in Fuga dal pianeta Terra